# اریک هببورن
اریک هببورن (انگلیسی: Eric Hebborn; ۲۰ march ۱۹۳۴ – ۱۱ ژانویه ۱۹۹۶ (۶۱ ساله)) نقاش اهل بریتانیا بود.